# Marcela López Rey
Marcela López Rey, pseudonimo di Emma Peregrina Ucha (Buenos Aires, 2 maggio 1941), è un'attrice e coreografa argentina.

## Carriera
Debutta nel 1961 nel film argentino Libertad bajo palabra, per poi lavorare in seguito in numerose pellicole cinematografiche, fra cui La cama (1968) e La montagna sacra (1973), ed in produzioni televisive, principalmente telenovelas. In tutta la sua carriera Marcela López Rey comparirà in oltre quaranta produzioni. Dal 2007 e 2008 interpreta il personaggio di Ines, la nonna della protagonista, nella serie televisiva argentina Il mondo di Patty.

## Filmografia (parziale)

### Televisione
- Povera Clara; altro titolo: Voglia di amare (La pobre Clara) (1984) - telenovela
- Una donna in vendita (Mujer comprada) (1986) - telenovela
- Stellina (Estrellita mia) (1987) - telenovela
- Il mondo di Patty (Patito Feo) (2007-2008) - telenovela

### Cinema
- La comadrita (1978)
- El humor de Niní Marshall
- Un toque diferente (1977)
- Hay que parar la delantera (1977)
- Celestina (1976)
- Las fuerzas vivas (1975)
- Pobre Clara (1975)
- Karla contra los jaguares (1974)
- El hijo del pueblo (1974)
- Aquellos años (1973)
- La montagna sacra (La montaña sagrada) (1973)
- Peluquero de señoras (1973)
- El rincón de las vírgenes (1972)
- Los días del amor (1972)
- Vendedor de diamantes (1972) - cortometraggio
- Los neuróticos (1971)
- Pubertinaje (1971) (1 episodio)
- Quiero llenarme de ti (1969)
- Villa Cariño está que arde (1968)
- La cama (1968)
- Ché OVNI (1968)
- Humo de Marihuana (1968)
- Amor y un poco más (1968)
- Hotel alojamiento (1966)
- Tres destinos (1966)
- Castigo al traidor (1966)
- Los hipócritas (1965)
- Con gusto a rabia (1965)
- Los evadidos (1964)
- La terraza (1963)
- El último montonero (1963)
- Los jóvenes viejos (1962)
- Libertad bajo palabra (1961)